# Abraxas: Book of Angels Volume 19
Abraxas: Book of Angels Volume 19 es el álbum con composiciones de John Zorn interpretadas por Shanir Ezra Blumenkranz. Es el disco diecinueve del segundo libro Masada, "The Book of Angels".

## Recepción
Paul Acquaro declaró: "Las interpretaciones de Shanir Ezra Blumenkranz del segundo libro Masada de John Zorn son estridentes y llenas de energía y urgencia ... Hay cierta consistencia en la música, hay una cierta cantidad de cohesión que conecta este libro de canciones, y hay un maravilloso contraste entre lo delicadamente melódico y lo emocionante".
Griffin Vacheron llamó al álbum la "la entrada más potente, vivaz y, en ocasiones, tremendamente dinámica de la serie" afirmando que "Blumenkranz y compañía realmente logran traer su fuego único a la mesa sin perder el ambiente general de Masada, y por ello deben ser elogiados".

## Lista de pistas
Todas las composiciones por John Zorn
1. "Domos" - 3:59
2. "Tse'Un" - 4:09
3. "Nachmiel" - 3:35
4. "Yaasriel" - 5:21
5. "Muriel" - 3:26
6. "Maspiel" - 5:50
7. "Aupiel" - 3:43
8. "Nahuriel" - 4:57
9. "Biztha" - 3:37
10. "Zaphiel" - 5:21

## Integrantes
- Shanir Ezra Blumenkranz - gimbri
- Aram Bajakian, Eyal Maoz - guitarra
- Kenny Grohowski - batería